# Stapleford Abbotts
Stapleford Abbotts – wieś i civil parish w Anglii, w hrabstwie Essex, w dystrykcie Epping Forest. W 2011 roku civil parish liczyła 1008 mieszkańców. Stapleford Abbots jest wspomniana w Domesday Book (1086) jako Stapleforda/Staplefort.